# Christine Ponsard
Christine Ponsard, née à Suresnes le 20 avril 1956 et morte à Pierre-Bénite le 16 février 2004, est une chrétienne engagée, auteure d'ouvrages de spiritualité pour jeunes et adultes, journaliste, scénariste de bande dessinée. Elle est primée plusieurs fois, avec Jean-François Kieffer, pour L'Évangile pour les enfants en bandes dessinées.

## Biographie
Christine Delorme naît le 20 avril 1956 et grandit au sein d'une famille catholique à Versailles. Elle devient « jeannette » aux Guides de France, puis guide aux Guides d'Europe. Elle reste impliquée dans le mouvement scout, devenant « cheftaine » de compagnie, chantant dans la chorale, puis devenant commissaire nationale de 1987 à 1991,.
Elle entreprend des études de droit à l'université Paris XI et deviendra professeur. Malade à 20 ans d'un cancer, la maladie de Hodgkin, elle en guérit. Elle rencontre Christian Ponsard lors d'un camp scout et l'épouse en 1982. Ils ne peuvent pas avoir d'enfant, et adoptent trois enfants. Son mari est magistrat, ils habitent successivement Nantes, Arras, Poitiers, Châteauroux, Lyon. Elle s'efforce d'aller à la messe tous les jours, et d'être fidèle à la prière quotidienne.
Christine Ponsard s'intéresse à la catéchèse, et dispense le catéchisme à des enfants de son entourage. Elle publie en 1984 son premier livre, Dieu nous aime, qui est diffusé par Téqui à plus de cent mille exemplaires. Devenue journaliste à Famille chrétienne, elle y est responsable de la chronique « la foi en famille » et y devient en 1992 rédactrice en chef pour les pages religieuses, le cahier central,. Elle travaille au journal le lundi, et depuis son domicile les autres jours. Elle entretient une large correspondance avec ses lecteurs, et manifeste autour d'elle une grande capacité à écouter et encourager ses interlocuteurs. Elle est aussi responsable de la revue Bouton d'or, et collabore également à Terres lointaines et à Maxilien.
Elle publie de 1984 à 2001 une dizaine de livres de spiritualité pour les jeunes et pour la famille,. Son écriture est jugée fluide, composée de phrases simples et courtes, percutantes sans blesser. Elle donne également des conférences. Ses contributions, conférences et articles reposent sur une solide doctrine accompagnée de conseils pratiques, en recherchant l'essentiel, avec la paix et le sourire.
Christine Ponsard écrit pour Jean-François Kieffer les textes de ses ouvrages en bande dessinée L'Évangile pour les enfants, en bandes dessinées, récompensé à Angoulême en 2001 puis par le Prix Gabriel en 2003 ; Les paraboles de Jésus, en bandes dessinées ; Les miracles de Jésus, en bandes dessinées et Les Actes des Apôtres, en bandes dessinées, qui sont prépubliés dans la revue Bouton d'or puis paraissent en albums de 1999 à 2006.
Un cancer du pancréas lui est diagnostiqué à l'été 2003, puis les médecins changent d'avis et n'arrivent pas à un diagnostic sûr. Elle meurt le 16 février 2004 après sept mois de maladie,. Ses obsèques sont célébrées le 19 février en l'église Saint-Nizier de Lyon.
Il est question d'ouvrir sa cause en béatification, une fois le délai nécessaire écoulé.

## Distinctions et hommages
- Prix international de la bande dessinée chrétienne francophone au Festival d'Angoulême 2001 pour L'Évangile pour les enfants en bandes dessinées, avec des dessins de Jean-François Kieffer.
- Prix Jeunesse 2002 des libraires religieux.
- Prix Gabriel 2003 : L'Évangile pour les enfants, par Jean-François Kieffer et Christine Ponsard, éd. Fleurus-Edifa et Vander[8].

## Ouvrages
- Dieu nous aime !, Téqui, 1984.
- Dieu nous aime ! Livre des parents, Téqui, 1985.
- Noël : Blandine et Thomas, Téqui, 1985.
- Pour recevoir Jésus : je prépare ma première communion, Téqui, 1986.
- L'enfant et la prière au cœur de la famille, CLD, 1992.
- Réjouis-toi, le Seigneur est ton ami, illustrations de Jean-François Kieffer, Mame, 1993.
- Bouton d'or, recueil de chants à une voix, musique de Jean-François Kieffer, textes de Christine Ponsard et Jean-François Kieffer, Studio SM, 1996.
- Bouton d'or : pour prier chaque jour en famille, chant par Dominique et Christophe Morandeau, voix de Christine Ponsard, chorale les Amis de tous les enfants du monde, chef de chœur Jean-Michel Bessot, Studio SM, 1996.
- Petit caillou blanc : 5-6 ans ; Mille et un secrets : 6-8 ans : éveil à la foi, avec Mannick et Jo Akepsimas, Danielle Sciaky et al., chant, Studio SM, 1997.
- Prières : Dieu nous aime !, Téqui, 1997.
- Le chemin de croix, illustrations de Jean-François Kieffer, Éd. Marguerite, 1998.
- L'Évangile pour les enfants : en bandes dessinées, illustrations de Jean-François Kieffer, Fleurus Bouton d'or, 1999.
- La foi en famille, Éd. des Béatitudes, 2001.
- L'Évangile pour les enfants : en bandes dessinées, illustrations de Jean-François Kieffer, contenu refondu, Fleurus, 2002.
- Mon Évangile du dimanche à colorier, illustrations de Anne Gravier, Mame, 2002.
- Les paraboles de Jésus : en bandes dessinées, illustrations de Jean-François Kieffer, Fleurus, 2003.
- Les miracles de Jésus : en bandes dessinées, illustrations de Jean-François Kieffer, Fleurus, 2003.
- Les Actes des Apôtres : en bandes dessinées, illustrations de Jean-François Kieffer, Fleurus, 2004.
- Aux sources de la foi, Édifa, 2006.
- L'Éducation, une histoire d'amour, Édifa, 2006.
- La famille, un bonheur à construire, Édifa, 2006.
- Grandir dans la lumière de Dieu, Édifa, 2006.
- Je chante Dieu de tout mon cœur : pour prier chaque jour en famille, avec Jean-François Kieffer, Édifa, 2006.
- Prendre le temps de vivre, Édifa, 2006.
- Prier par tous les temps, Édifa, 2006.
- Vivre au rythme de l'Église, Édifa, 2006.
- Vivre au rythme de l'Église : de l'Avent au Baptême du Seigneur, Édifa, 2006.
- Vivre au rythme de l'Église : du carême à la Tousaint , Édifa, 2006.
- Aux sources de la foi, Édifa, 2008.
- Mon Évangile du dimanche à colorier 2012, Mame-Édifa, 2011.
- Mon Évangile du dimanche à colorier 2013, Mame-Édifa, 2012 ; nouvelles éd. pour 2013, 2014, 2015, 2016.
- Curieux de Toi Seigneur, Mame, 2014.
- La Bible pour les enfants, illustrations de Jean-François Kieffer, Mame, 2019.